# Tamara McKinney
Tamara Price McKinney (Lexington, 16 de octubre de 1962) es una deportista estadounidense que compitió en esquí alpino; campeona mundial en 1989.

## Trayectoria
Ganó cuatro medallas en el Campeonato Mundial de Esquí Alpino entre los años 1985 y 1989.
En la Copa del Mundo consiguió dieciocho victorias y 45 podios en total. Ganó la clasificación general de la Copa del Mundo en 1983.
Participó en tres Juegos Olímpicos de Invierno, entre los años 1980 y 1988, ocupando el cuarto lugar en Sarajevo 1984, en la prueba de eslalon gigante.
Después de retirarse de la competición, trabajó de agente inmobiliario en el área del lago Tahoe, y también fue entrenadora en el Aspen Valley Ski Club.

## Palmarés internacional
| Campeonato Mundial | Campeonato Mundial    | Campeonato Mundial | Campeonato Mundial |
| Año                | Lugar                 | Medalla            | Prueba             |
| ------------------ | --------------------- | ------------------ | ------------------ |
| 1985               | Bormio (Italia)       | Medalla de bronce  | Combinada          |
| 1987               | Crans-Montana (Suiza) | Medalla de bronce  | Combinada          |
| 1989               | Vail (Estados Unidos) | Medalla de oro     | Combinada          |
| 1989               | Vail (Estados Unidos) | Medalla de bronce  | Eslalon            |